# MS Tychy
MS Tychy – jeden z rorowców typu B488/2 zbudowanych w stoczni Gdyńskiej im. Komuny Paryskiej w 1988 roku, dla Polskich Linii Oceanicznych.
Był drugim z pięciu rorowców zamówionych przez gdyńskiego armatora z przeznaczeniem do obsługi linii śródziemnomorskiej. Głównymi projektantami byli inżynierowie W. Żychski i B. Smoliński. Na matkę chrzestną statku została wybrana Halina Koterba – nauczycielka, pracownik Urzędu Miasta w Tychach.
Pierwszym dowódcą statku był kapitan Mirosław Proskurnicki. W latach w 1992-1993 PLO wyczarterowało statek francuskiemu armatorowi CMA, który zmienił mu nazwę na VILLE DE LATTAQUIE. Po powstaniu w dniu 1 maja 1993 roku spółki POL-Levant, statek został jej wyczarterowany. W czerwcu 1993 roku znajdując się na Morzu Śródziemnym uratował 2 rozbitków. W styczniu 1995 roku pomagał statkowi ZIM ANGLIA (ex polski BOLESŁAW RUMIŃSKI) w walce z pożarem na Morzu Śródziemnym. 17 marca 1999 roku został aresztowany w Wielkiej Brytanii za długi armatora, a trzy miesiące później został sprzedany na licytacji spółce POL-MED Shiping Lines. Następnie powrócił na linie śródziemnomorską, gdzie pływał w czarterze POL-LEVANT. W 2003 roku wspólnie z bliźniaczym MS Włocławek przewoził wojska brytyjskie w rejon zatoki perskiej, a w 2004 roku oddziały armii ukraińskiej. Od 2005 roku formalnym właścicielem statku jest zarejestrowana w Grecji spółka Niver Lines Shipping, a czarterującym POL-Levant. W 2006 roku POL-Levant wyczarterował statek algierskiemu armatorowi CNAN. 21.07.2015 roku greccy celnicy z portu Keratsini koło Pireusu, zarekwirowali ładunek 16 pojazdów opancerzonych, w tym między innymi transportery Typhoon GSS-300. Ładunek był kierowany do Libii z naruszeniem rezolucji ONZ, która zakazuje dostaw wojskowych i paramilitarnych do tego kraju. Podobna sytuacja miała miejsce w lutym tego samego roku. W 2017 roku trafił na złomowisko w indyjskim Alang.